# Col du Glandon

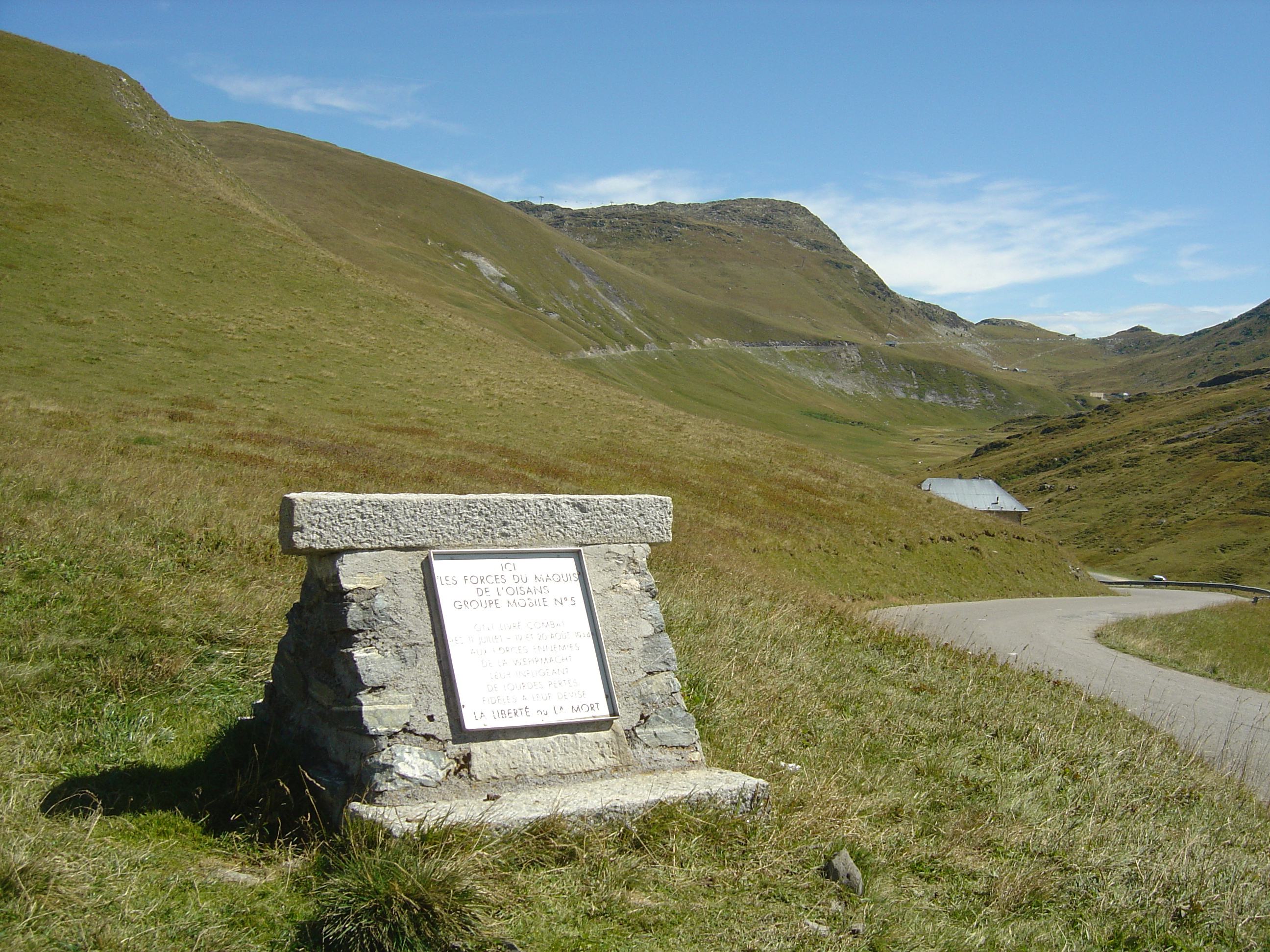
Mémorial de la résistance. Col de la Croix-de-Fer au fond à droite

Le col du Glandon à 1 922 mètres d'altitude se situe entre la chaîne de Belledonne et le massif des Arves, trois kilomètres à l'ouest du col de la Croix-de-Fer. Il relie la vallée de la Romanche à celle de la Maurienne.

## Toponymie
Le col du Glandon prend son nom d'un lieu-dit de la commune de Saint-Colomban-des-Villards. Au col, un torrent éponyme prend sa source. L'origine du toponyme serait très probablement un nom d'homme. Selon une autre hypothèse, elle serait à rechercher dans la racine gauloise *glann-, « la vallée ».

## Géographie
Depuis la Savoie, la vallée des Villards, où s'écoule le torrent du Glandon, située en Maurienne, remonte jusqu'au col qui permet de redescendre sur la vallée de l'Oisans, revers de la chaîne de Belledonne, par la vallée de l'Eau d'Olle.

## Histoire
À l'époque romaine, la vallée permet le passage de la vallée de l'Oisans, via la vallée de l'Eau-d'Olle, à la Maurienne en redescendant par la vallée des Villards, lors des saisons plus chaudes. Une voie romaine secondaire est établie. Des objets attestant son existence, un objet en bronze et un aureus de Caligula, sont retrouvés à proximité du col du Glandon,.
La route du col a été ouverte en 1898 et n'a été reliée à celle du col de la Croix-de-Fer qu'en 1912, permettant ainsi de rejoindre directement Saint-Jean-de-Maurienne. Elle n'est ouverte que de juin à octobre[réf. nécessaire].
Entre juillet et août 1944, alors que le débarquement de Provence se prépare, plusieurs groupes du maquis de l'Oisans combattent sur le col la 157e division allemande, chargée de la lutte contre les maquisards dans le Jura, les Alpes et le Vercors. Les résistants font sauter les routes du Glandon et de la Croix de Fer avant le repli (un mémorial sur le col rappelle les combats).

## Cyclisme

### Profil
Le versant sud-ouest débute à Rochetaillée (710 m) pour 29,8 km à un peu plus de 4 % de moyenne. Ce versant est le plus long et son pourcentage moyen est peu significatif au vu de l'irrégularité du profil. La route du col est commune avec celle du col de la Croix-de-Fer, à l'exception des deux cents derniers mètres : elle présente une pente irrégulière, avec deux courtes descentes près du Rivier-d'Allemont et du lac de Grand'Maison mais aussi des passages à plus de 10 %. Après 3,4 km sans aucune difficulté, deux lacets successifs permettent de se hisser jusqu'au barrage du Verney à Allemond. À partir de là, la route D526 longe le lac du Verney sur une route large et très peu pentue jusqu'à la centrale hydroélectrique du lac, à près de 790 m d'altitude, franchissant notamment le viaduc de l'Eau d'Olle. Seule une courte côte est notable à l'approche du pont du Goulet (798 m) après un peu moins de 7 km depuis le départ. Cependant la pente augmente sensiblement après le lac du Verney sur une route plutôt ombragée et assez rectiligne avec des pourcentages de 6 à 8 % sur les 3 km suivants puis même des portions à près de 10 % au-delà du pont au-dessus du ruisseau d'Articol (1 008 m). Au Rivier d'Allemont, l'altitude dépasse les 1 250 m. Cependant le village est suivi d'une portion plane puis d'une descente de plus d'un kilomètre jusqu'au pont au-dessus du ruisseau de l'Eau d'Olle (1 174 m) après avoir parcouru 16,6 km. C'est à cet instant qu'apparaît la portion la plus raide de ce versant : une ligne droite où la pente atteint jusqu'à 12 % de déclivité, obligeant à immédiatement changer de braquet, dans la remontée vers le défilé du Maupas, dans un secteur où la pente moyenne avoisine les 9 %. La pente reste forte par la suite jusqu'à atteindre le pied du barrage de Grand'Maison où la pente se radoucit un peu. Deux épingles successives avec une pente proche des 6 et 7 % puis quelques hectomètres plus roulants permettent de gravir le barrage de Grand'Maison (1 705 m) après 23,25 km de montée. En longeant le lac de Grand'Maison, la D526 continue de grimper dans des pourcentages modestes jusqu'à atteindre environ 1 790 m d'altitude. De là commence une seconde descente de 1,65 km où on passe juste après de l'Isère à la Savoie en franchissant le pont au-dessus du torrent du Rieu Claret (1 773 m). L'ascension se termine par 2,7 km à une moyenne de 7,5 % avec pour décor des alpages et de grandes cascades. La route D926 continue jusqu'au col de la Croix-de-Fer mais pour accéder au col du Glandon il faut bifurquer à gauche sur la D927 pour les 220 derniers mètres de montée.

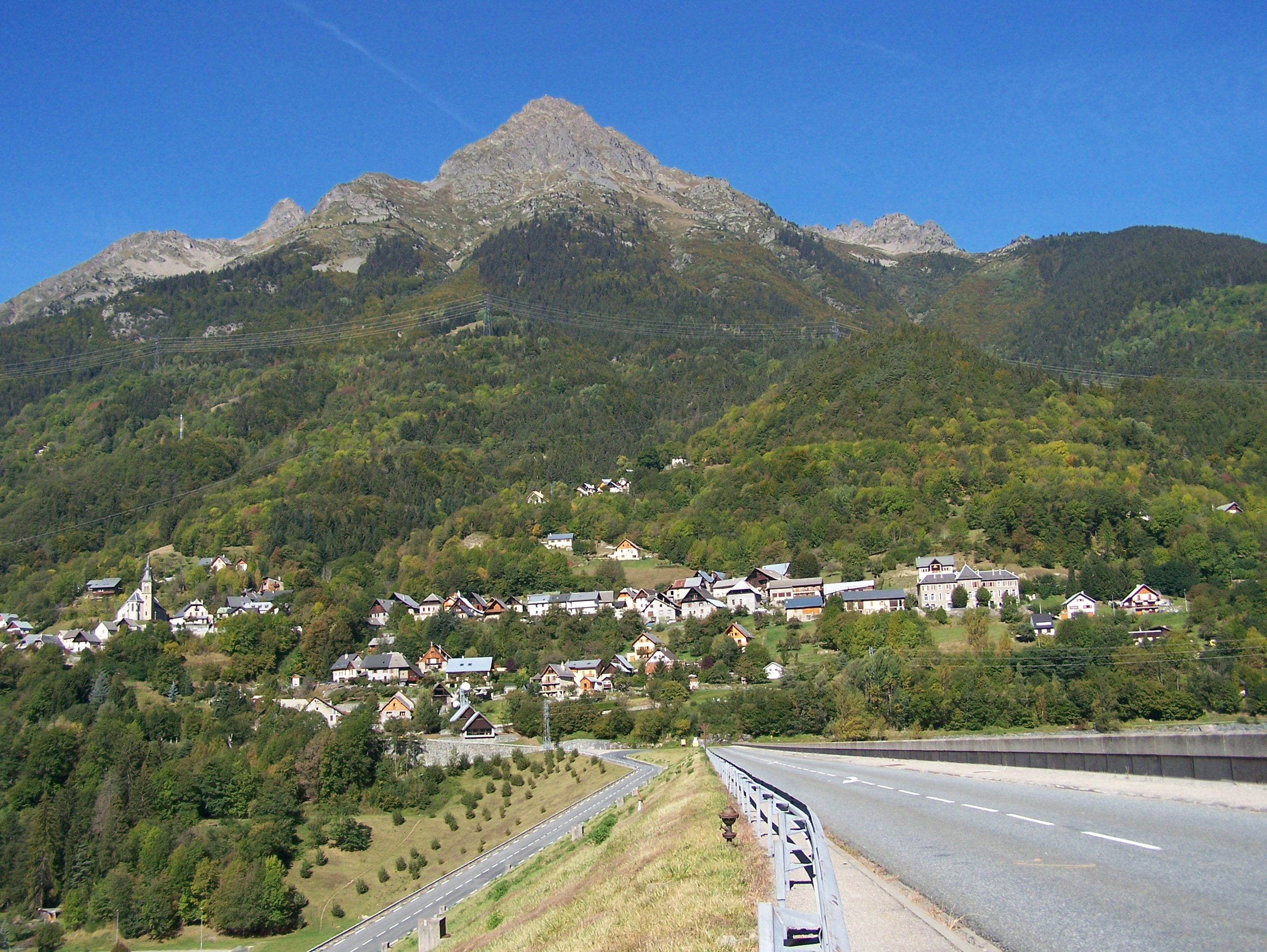
Allemond.
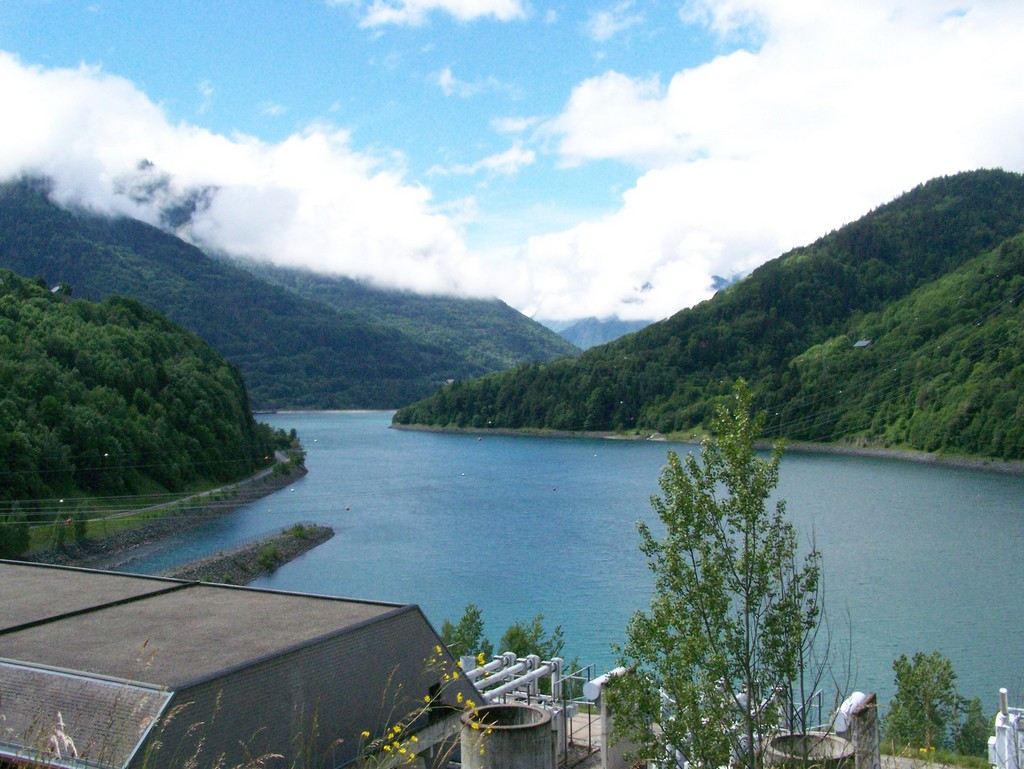
Lac du Verney.
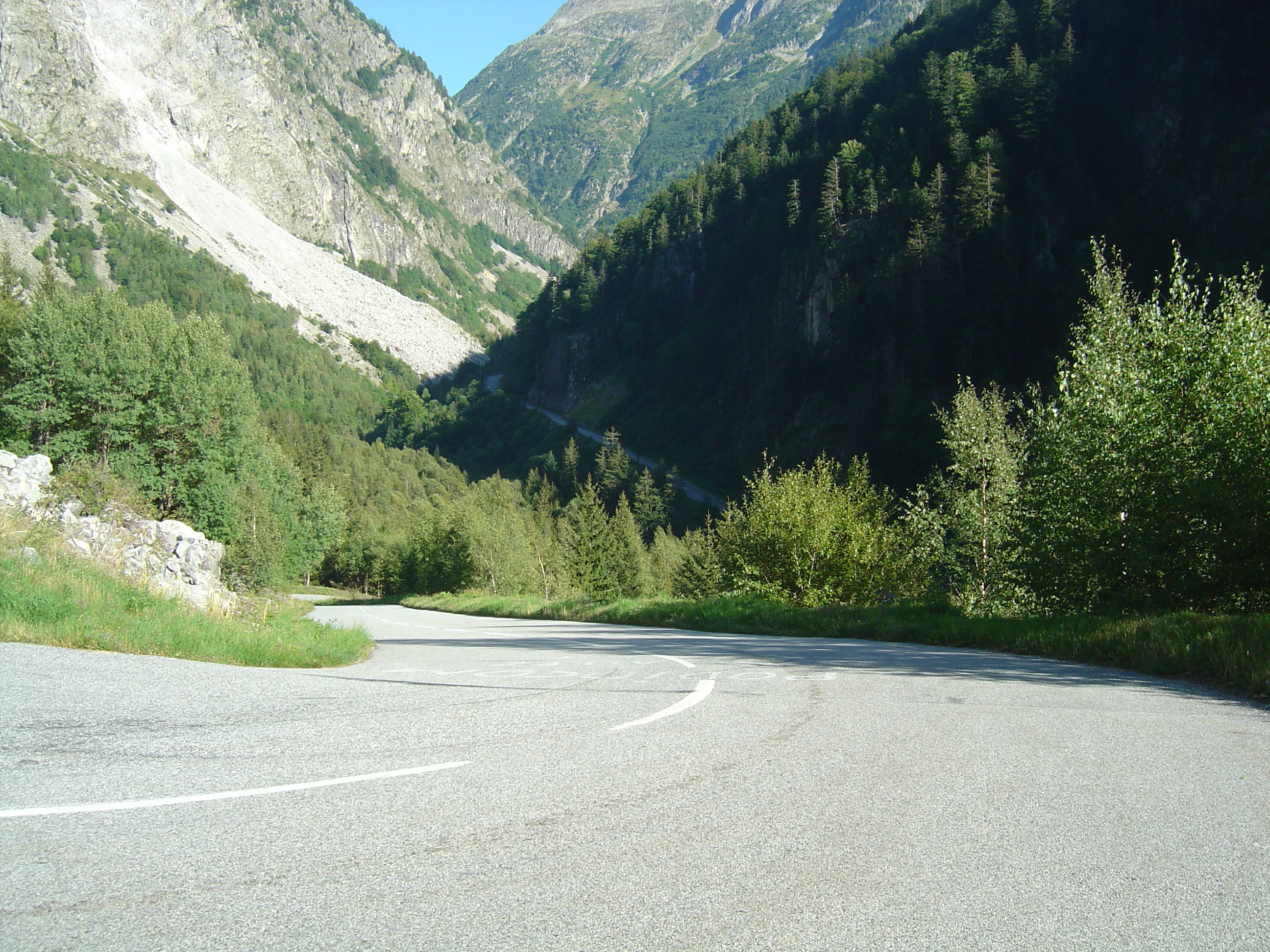
Descente après le Rivier d’Allemont et en bas la remontée brutale vers le défilé du Maupas.
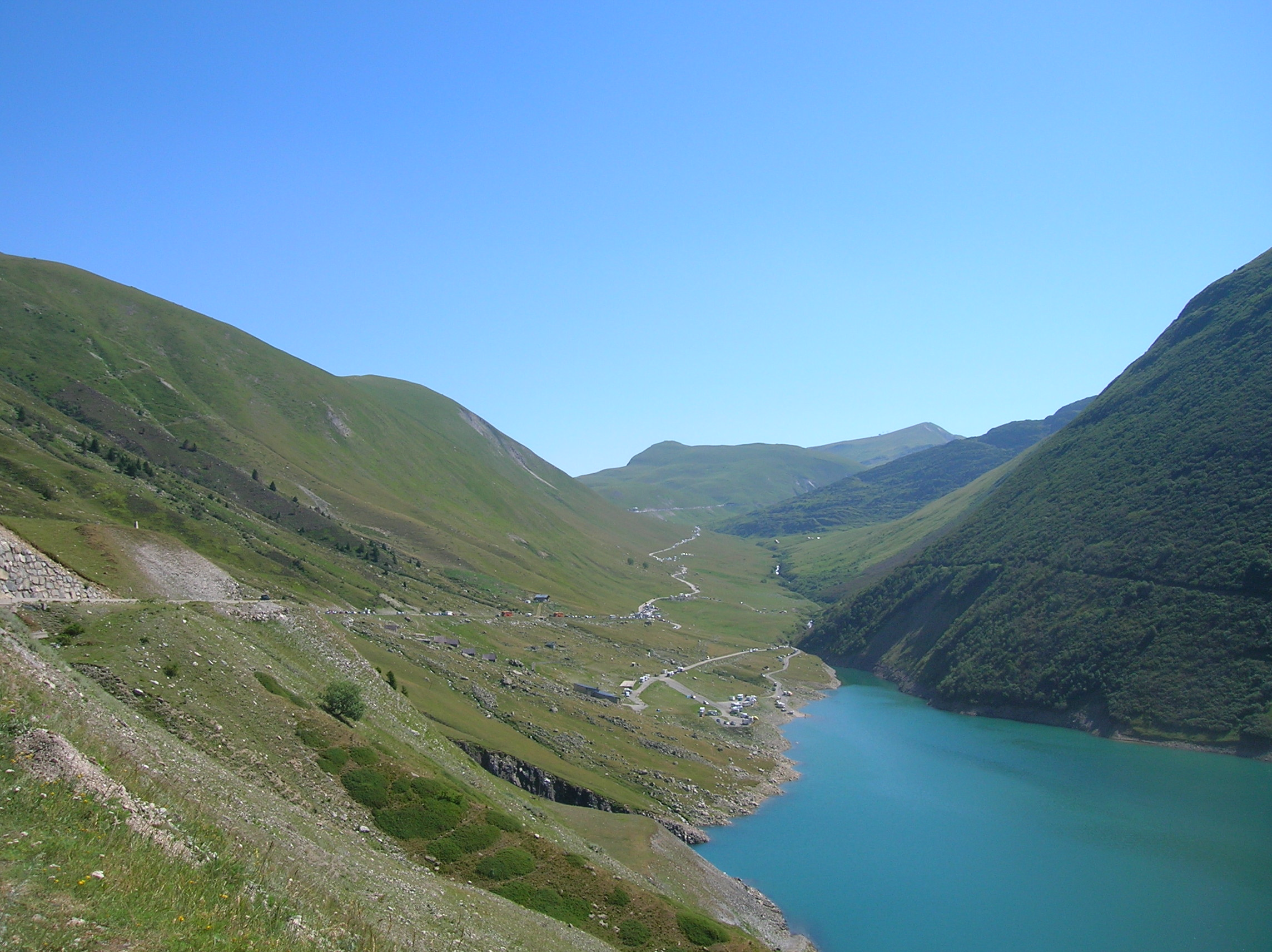
La seconde petite descente après le lac de Grand'Maison.
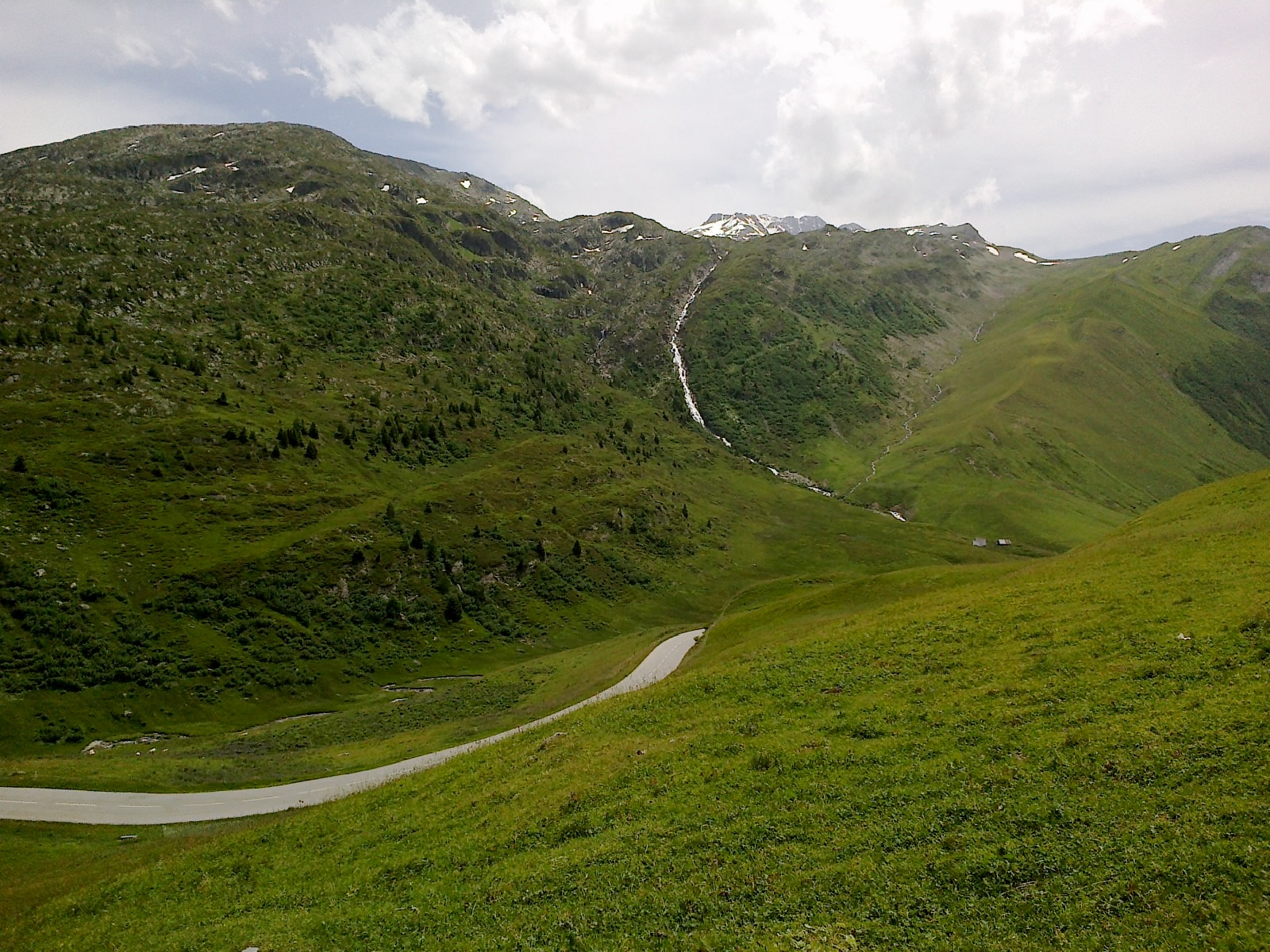
La cascade du Nant de Bramant à l’approche de la bifurcation entre le col de la Croix-de-Fer et le col du Glandon.

Le versant nord est plus court mais nettement plus raide. Il totalise 20,9 km de montée depuis le rond-point du lieu-dit « Les Îles » (453 m) peu après La Chambre, village au pied du col de la Madeleine. Toutefois, il est calculé sur 19,9 km à 7,2 % de moyenne depuis Saint-Étienne-de-Cuines au croisement (484 m) des routes D74 et D927, car ce carrefour est à la jonction de toutes les routes pour grimper ce versant.
Il commence par près d'1 km à 5,6 % de moyenne jusqu'au lieu-dit « La Combe » (541 m). Ensuite, la première partie grimpe sur une section très régulière de 7,55 km à 7,3 % de moyenne jusqu'à un pont (1 094 m) juste avant le hameau de Villard-Martinan, avec des pourcentages qui varient souvent de 6,5 à 8 % et essentiellement en sous-bois de feuillus. De là se présente une portion presque toute plane d'1,7 km qui traverse le village de Saint-Colomban-des-Villards, au milieu de l'ascension, jusqu'à un pont (1 111 m) à la sortie du village. Une fontaine d'eau se situe dans le village, ce qui est appréciable en cas de chaleur. Mais à la sortie du bourg, on entame la dernière partie nettement plus difficile. La pente reprend ses droits et approche les 7 % dans le kilomètre précédant La Chal (1 209 m). La difficulté augmente sensiblement après ce hameau et la route rétrécit. C'est au terme d'une section éprouvante en sous-bois avec des pentes de 9 et 10 % que la route franchit le pont de l'Échet (1 418 m) après 14,15 km d'ascension. Au niveau de ce pont s'établit la jonction entre deux torrents : celui du Glandon et celui du ravin du Sappey. La pente continue de grimper à près de 8,5 % de moyenne sur le kilomètre suivant au niveau de l'alpage de l'Échet cependant elle commence à fléchir dans l'alpage du Sapey et le kilomètre qui précède le pont (1 625 m) du lieu-dit « Sous le Col d'en bas », à près de 6 % de moyenne, permet de récupérer. C'est le dernier répit avant un final redoutable car les trois derniers kilomètres, sous forme d'une série de lacets, présentent une moyenne supérieure à 10 % dont un bref passage à 13 %, bien que la pente soit un peu moins raide après l'ultime lacet,.

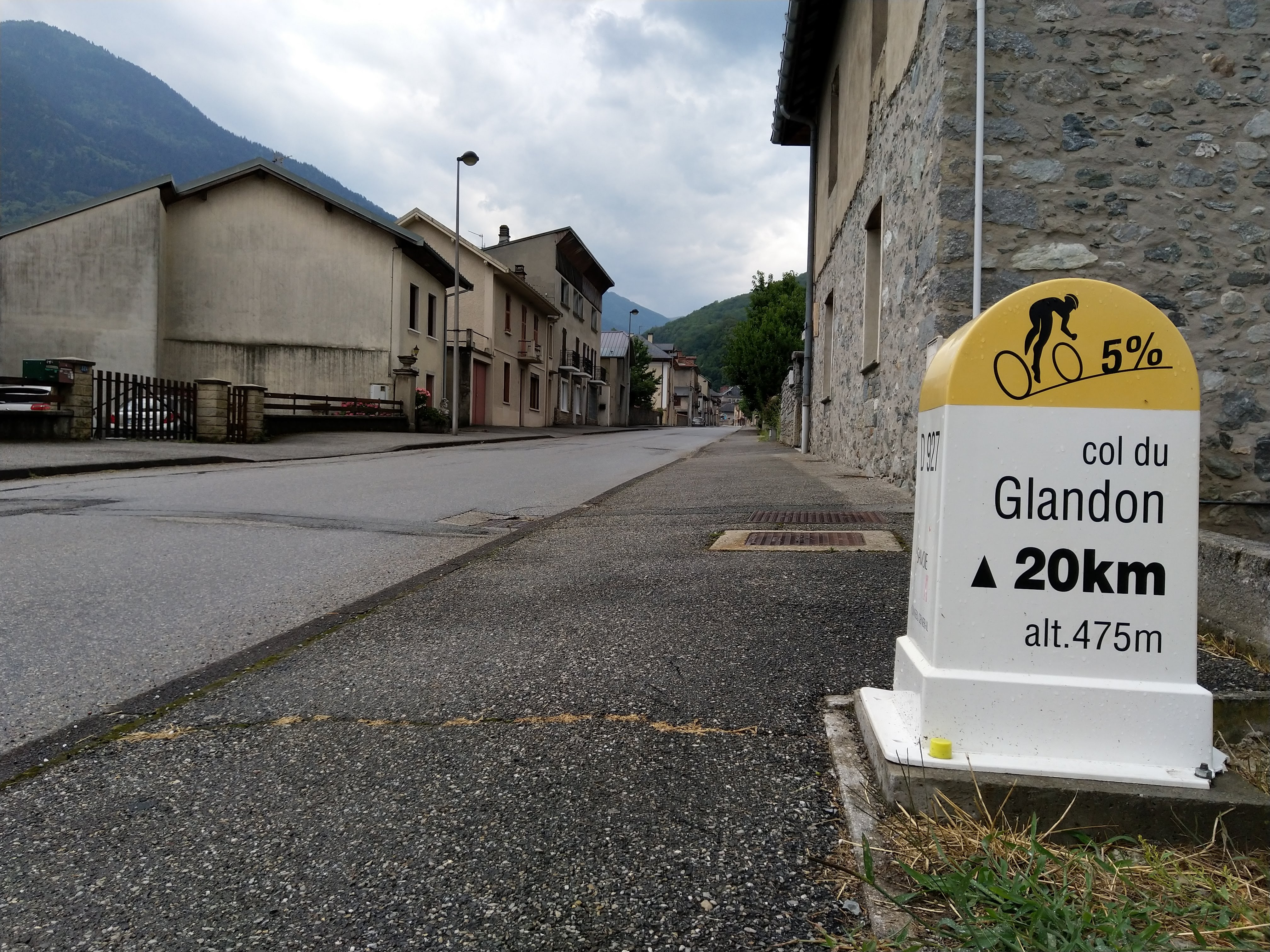
Borne du premier kilomètre d’ascension à Saint-Étienne-de-Cuines.
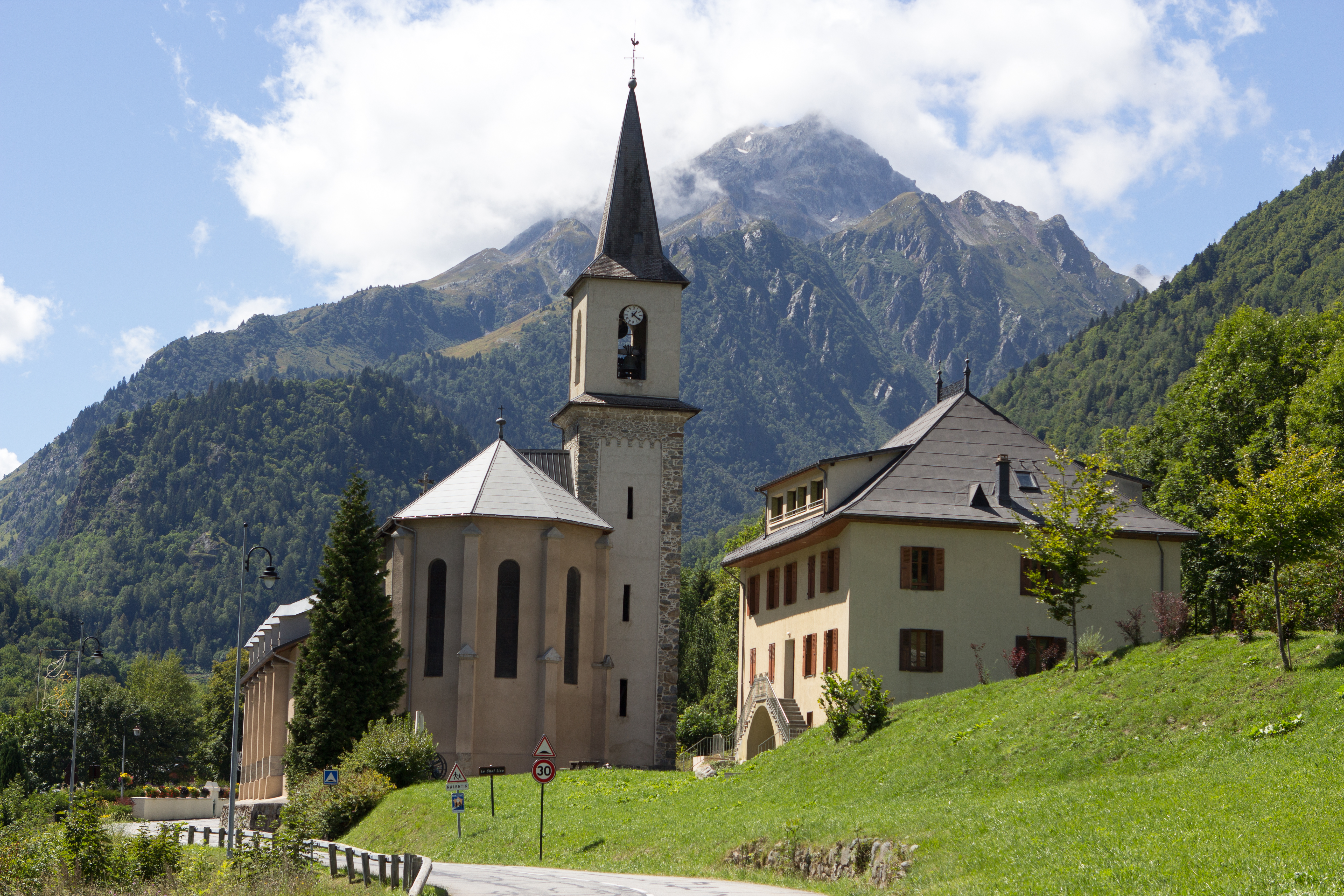
Replat à Saint-Colomban-des-Villards.
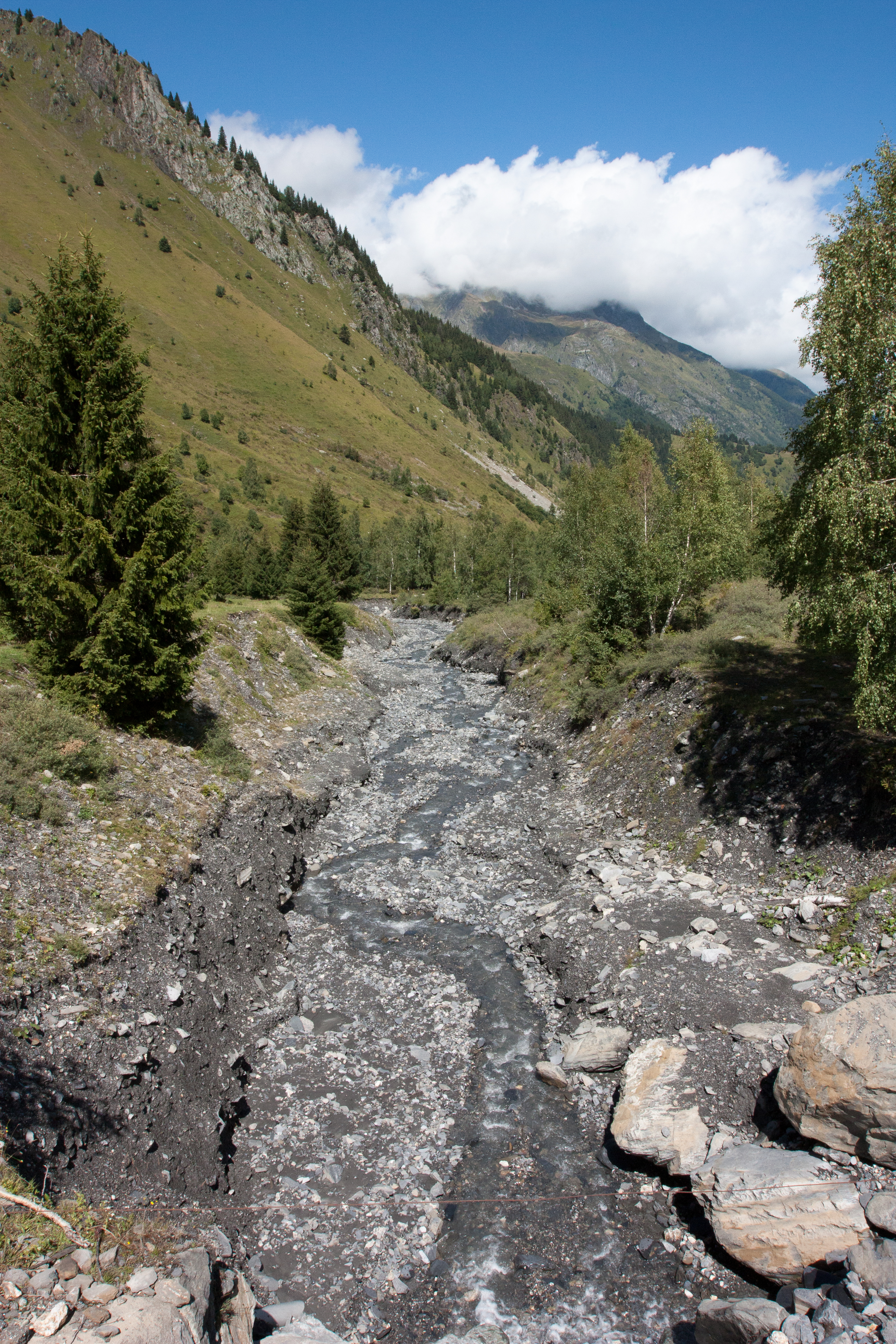
Le torrent du Glandon.
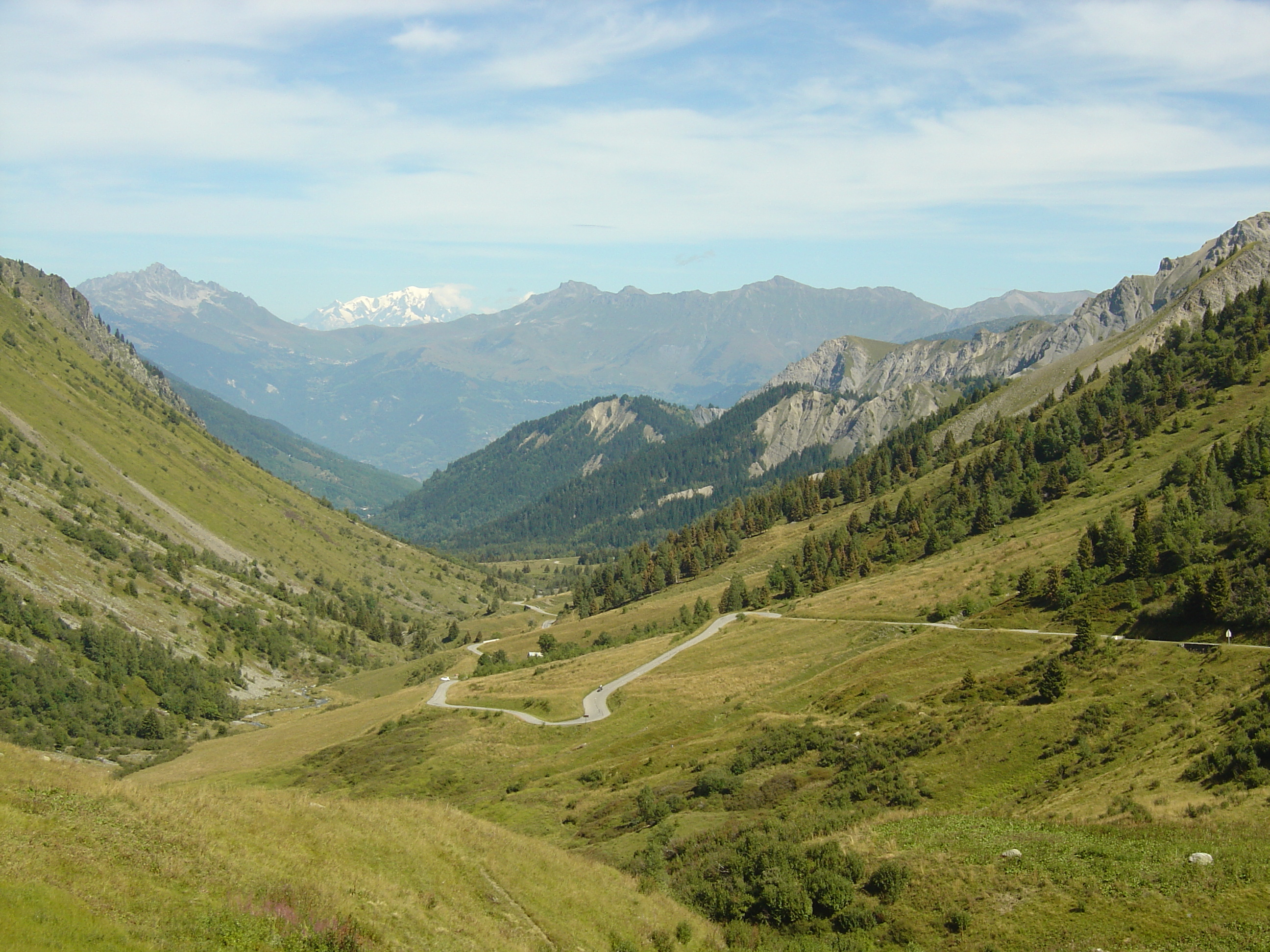
Plus bas la série d’épingles des derniers kilomètres après le lieu-dit « Sous le Col d’en bas ». Au fond la vue sur le mont Blanc.
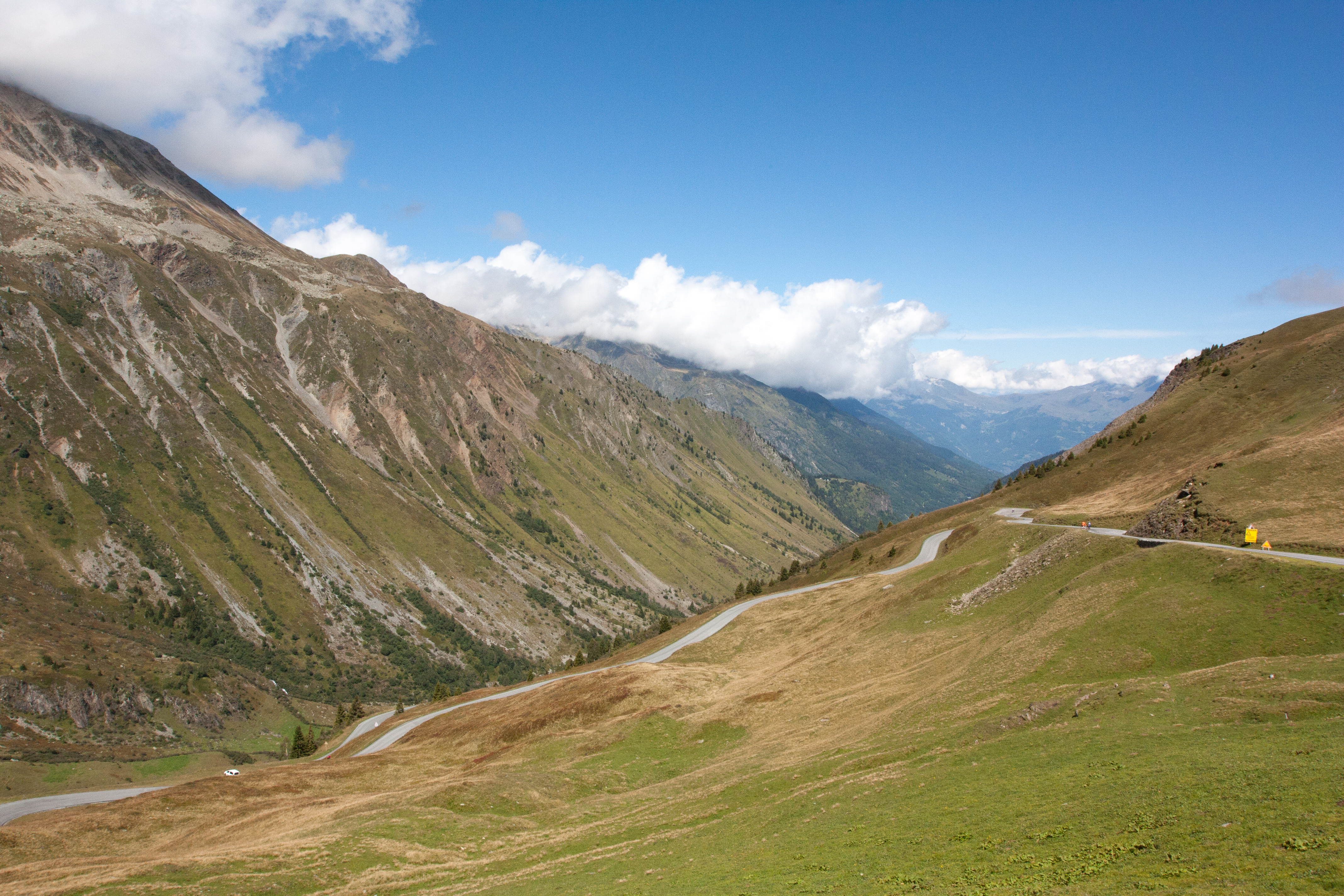
Plus bas le dernier lacet.

### Tour de France
Depuis 1947, le col du Glandon a été franchi au total à 24 reprises par le Tour de France et a compté à 15 reprises au Grand prix de la montagne. Le versant nord est classé hors catégorie et le versant sud en 1re catégorie, sauf à l'occasion des éditions 2013 et 2015 où il est également hors catégorie. Voici les coureurs qui ont franchi les premiers le col :
| #  | Année    | Étape | Catégorie | Départ                   | Arrivée                 | Coureur passé en tête au sommet |
| -- | -------- | ----- | --------- | ------------------------ | ----------------------- | ------------------------------- |
| 15 | 2025     | 18e   | HC        | Vif                      | Courchevel              | Lenny Martinez (FRA)            |
| 14 | 2015 (1) | 18e   | HC        | Gap                      | Saint-Jean-de-Maurienne | Romain Bardet (FRA)             |
| 13 | 2013     | 19e   | HC        | Bourg-d'Oisans           | Grand-Bornand           | Ryder Hesjedal (CAN)            |
| 12 | 2004     | 17e   | 1re       | Bourg-d'Oisans           | Grand-Bornand           | Gilberto Simoni (ITA)           |
| 11 | 2001     | 10e   | HC        | Aix-les-Bains            | L'Alpe d'Huez           | Laurent Roux (FRA)              |
| 10 | 1997     | 14e   | 1re       | Le Bourg-d'Oisans        | Courchevel              | Richard Virenque (FRA)          |
| 9  | 1994     | 17e   | 1re       | Le Bourg-d'Oisans        | Val Thorens             | Richard Virenque (FRA)          |
| 8  | 1993     | 10e   | 1re       | Villard-de-Lans          | Serre Chevalier         | Stefano Colagè (ITA)            |
| 7  | 1990     | 11e   | 1re       | Saint-Gervais-Mont-Blanc | L'Alpe d'Huez           | Thierry Claveyrolat (FRA)       |
| 6  | 1988     | 12e   | HC        | Morzine                  | L'Alpe d'Huez           | Steven Rooks (NED)              |
| 5  | 1983 (2) | 18e   | 1re       | Le Bourg-d'Oisans        | Morzine                 | Serge Demierre (SUI)            |
| 4  | 1983 (1) | 17e   | 1re       | La Tour-du-Pin           | L'Alpe d'Huez           | Lucien Van Impe (BEL)           |
| 3  | 1981     | 17e   | HC        | Morzine                  | L'Alpe d'Huez           | Lucien Van Impe (BEL)           |
| 2  | 1977     | 17e   | 1re       | Chamonix                 | L'Alpe d'Huez           | Lucien Van Impe (BEL)           |
| 1  | 1947     | 8e    | 3e        | Grenoble                 | Briançon                | Édouard Klabinski (POL)         |

### Tour de France Femmes
Le col est au programme de la 8e étape du Tour de France Femmes 2024. Il est classé hors catégorie et la coureuse autrichienne Valentina Cavallar le franchit en tête.

### Tour de l'Avenir
Le col du Glandon fut grimpé lors de l'ultime étape du tour de l'Avenir 2019, classé hors-catégorie malgré le fait que les coureurs n'aient dû grimper que la seconde partie du versant nord, le peloton s'élançant au départ de Saint-Colomban-des-Villards.

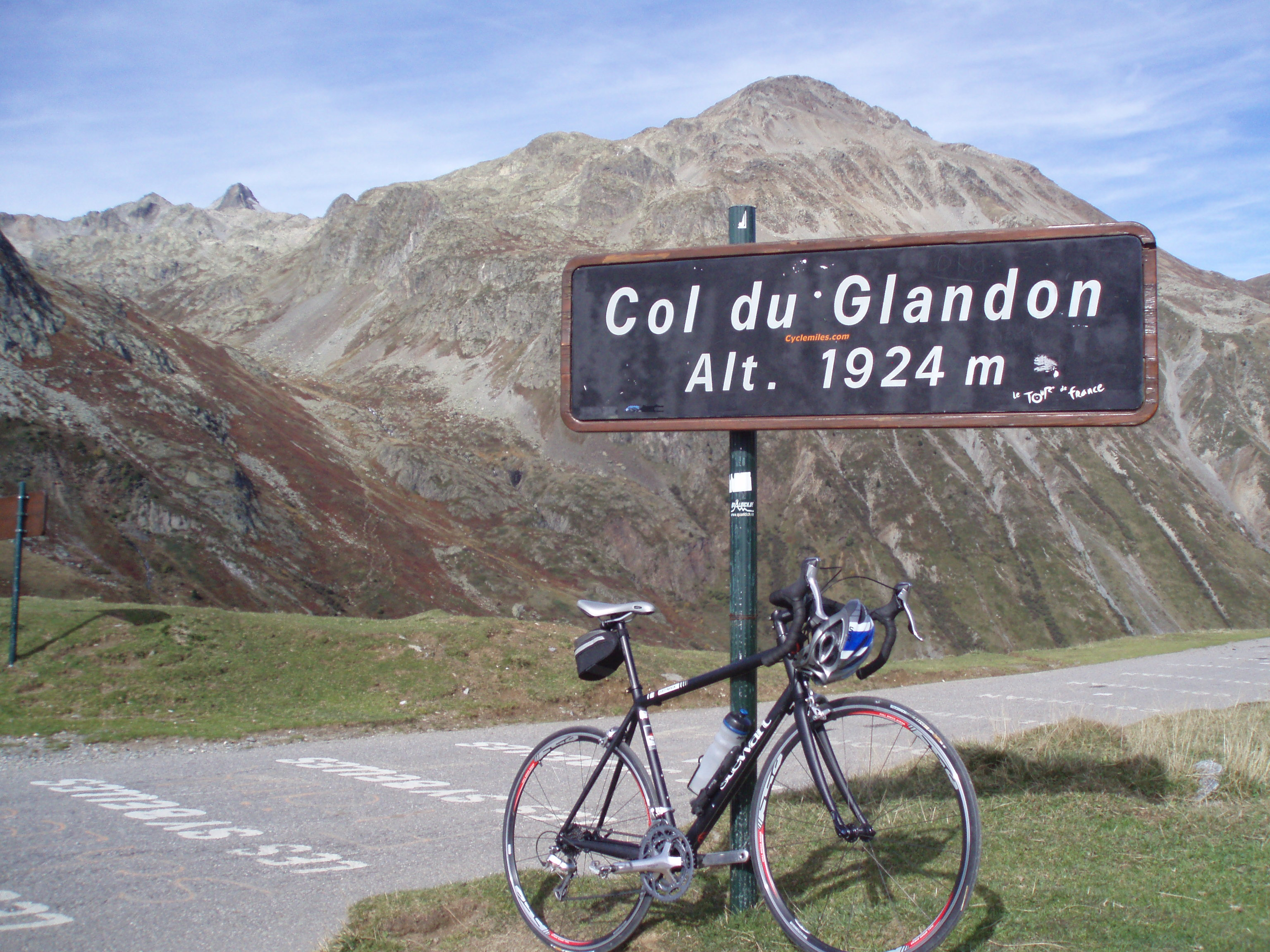
Ancien panneau du col du Glandon
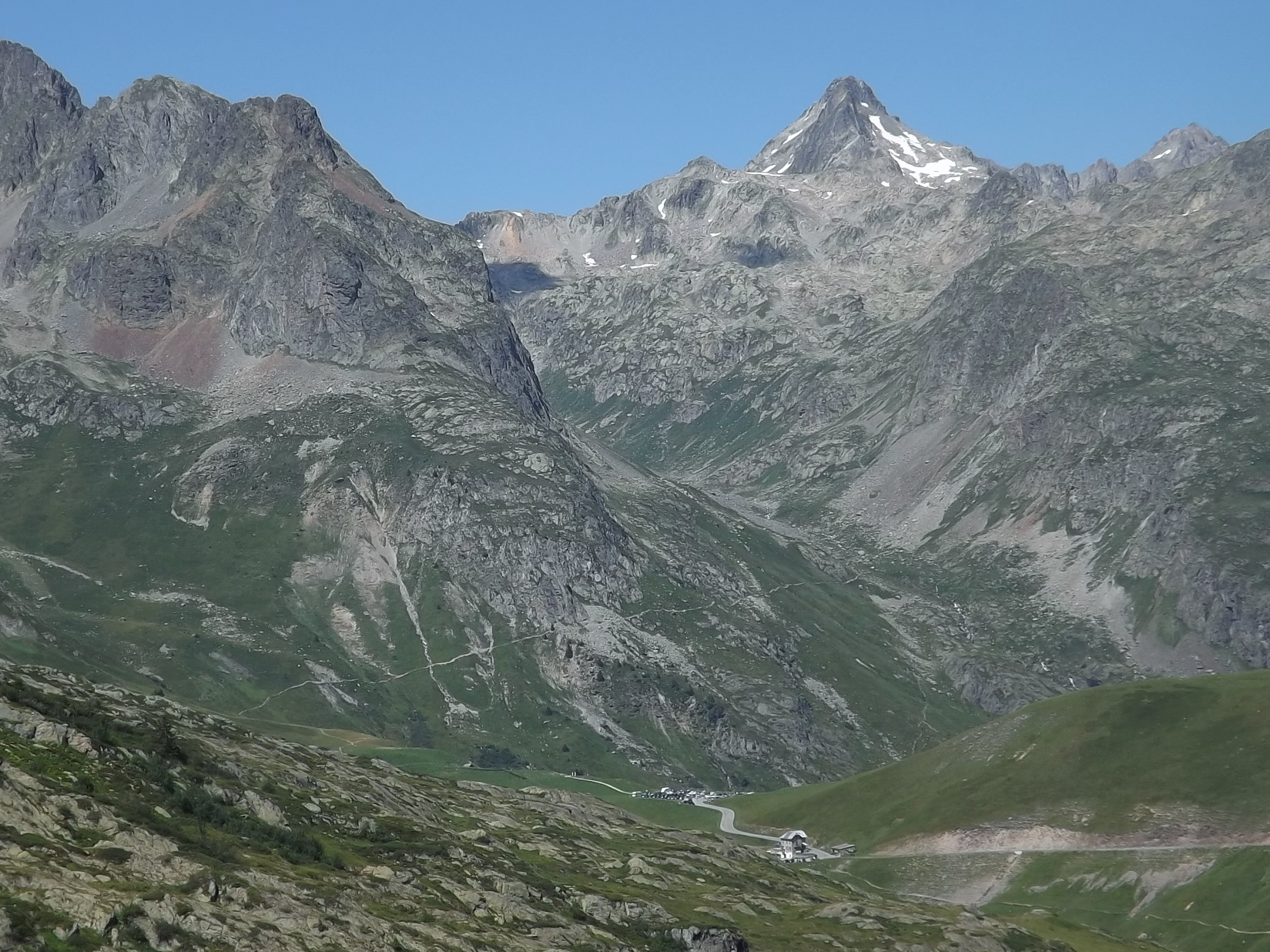
Vue panoramique du col (situé au bas de l'image) depuis la piste montant au refuge de l'Étendard.